# Helicopage hirundinalis
Helicopage hirundinalis är en fjärilsart som beskrevs av W. Warren 1896. Helicopage hirundinalis ingår i släktet Helicopage och familjen mätare. Inga underarter finns listade i Catalogue of Life.